# Johann Bartholomäus Goßmann
Johann Bartholomäus Goßmann (* 28. September 1811 in Frammersbach; † 18. August 1854 in München) war ein deutscher Gymnasiallehrer und Autor.

## Leben
Goßmann wuchs in bescheidenen Verhältnissen auf. Er besuchte zunächst die Dorfschule, wurde dann von einem Pfarrer zum Besuch der Würzburger Studienanstalt vorbereitet und war ab 1824 Schüler des Gymnasiums in Würzburg. 1829 immatrikulierte er sich an der Universität Würzburg und studierte Theologie (u. a. bei Johann Nepomuk Hortig), Philosophie (Andreas Metz) und Klassische Philologie (u. a. bei Johann Peter von Richarz). 1832 legte er die Lehramtsprüfung ab und wurde als Assistent dem Würzburger Gymnasium zugeteilt. 1842 wurde er als Studienlehrer an das Gymnasium in Landau in der Pfalz versetzt. Zum Schuljahr 1848/49 trat er in gleicher Eigenschaft am Maximiliansgymnasium München an, wo er an der Lateinschule (gymnasiale Unterstufe) Latein und Deutsch unterrichtete. Im September 1852 erfolgte seine Ernennung zum Gymnasialprofessor und die gleichzeitige Versetzung an das Münchner Ludwigsgymnasium.
Goßmann war Mitglied des Historischen Vereins für den Untermainkreis des Königreichs Bayern und verheiratet mit der Sängerin Johanna Konstanzia Goßmann, geborene Weinzierl (1807–1840). Sohn Karl Goßmann (* 8. März 1837 in Würzburg) besuchte in München zeitweise das Maximiliansgymnasium. Die Töchter, Marie (*ca. 1835/36 in Würzburg) und Friederike Goßmann (* 23. März 1838 in Würzburg), wurden Schauspielerinnen. In zweiter Ehe heiratete Johann Bartholomäus Goßmann Magdalene Goßmann (1818–1902). Kinder der zweiten Ehe waren Joseph (1840–1907) – er wurde Arzt und Hofrat –, Anton (1843–1862) und Fritz (1846–1876). Goßmann wurde 1854 Opfer der Choleraepidemie und wurde auf dem Alten südlichen Friedhof der Stadt beigesetzt, wo der Grabstein der Familie noch erhalten ist.

## Schriften
- Probaccorde. Dichtungen. Gedruckt auf Kosten des Verfassers bei Franz Bauer, Würzburg 1830, 1831.
- Festgedicht zur fünfzigjährigen Geburts- und Namensfeier Seiner Majestät unsers allgeliebten Königs Ludwig I. Am 25. August 1836. Verfasst und in der Plenar-Versammlung des Historischen Vereins für den Untermainkreis des Königreichs Bayern am 26. August öffentlich vorgetragen von Dr. J. B. Gossmann, Assistent und Repetitor an der königl. Studienanstalt in Würzburg, ordentl. Mitglied des hist. Vereines, ausgegeben bei Gelegenheit des solennen Mahles zur Begehung gedachter Feier von Seite der resp. Vereinsmitglieder. Würzburg 1836.
- Festgedicht seiner Majestät unserem allergnädigsten Könige Ludwig I. Zur Vermählungsfeier seiner Majestät Königs Otto I. von Griechenland. 1836.
- König Max I. Gedicht in vier Gesängen. C. Ettlinger’sche Buchhandlung, Würzburg 1836.
- Den gefeierten Künstler Herrn Johann Martin von Wagner begrüßen die Kunstfreunde seiner Vaterstadt Würzburg bei einem demselben zu Ehren veranstalteten Festmahle am 16. Juli 1837. Würzburg 1837.
- Pilgrim’s Lied (Text). Musik von Joseph Küffner. 1838.
- Der Sänger auf dem Berge (Text). Musik von Joseph Küffner. 1838.
- Kurfürst Maximilian I. Der Glaubensheld. Epische Skizze des dreißigjährigen Krieges in drei Gesängen. Im Selbstverlage des Verfassers, Würzburg 1838.
- Bayerisches Nationallied. 1840
- Max Emanuel. Episches Gedicht in sechs Gesängen. Voigt & Mocker, Würzburg 1841.
- Sieg des Kreuzes. Religiöses Epos in sieben Gesängen. Voigt & Mocker, Würzburg 1841.
- 777 Lateinische Sprichwörter. Zum Schul- und Privat-Gebrauch in alphabetischer Ordnung und mit freier Übersetzung. Kaußler, Landau 1844.
- Bad Gleisweiler und seine Umgebungen. Dargestellt in sieben Stahlstichen von L. Hoffmeister und beschrieben von Johann Bartholomäus Goßmann. Kaußler, Landau 1846 (48 S.).
- Beschreibung des Königreiches Bayern für gereiftere Zöglinge. Georg Joseph Manz, Regensburg 1851 (IV und 175 S.).
- Lehrbuch der Geographie für lateinische Schulen und verwandte Lehranstalten. Georg Jos. Manz, Regensburg 1851.
- Lateinische, deutsche und griechische Verslehre. G. Josef Manz, Regensburg 1853.
- Mythologie der Griechen und Römer, der Orientelen und Nordländer, zum Gebrauche für höhere Töchterschulen, Erziehungs-Institute und für alle Gebildeten des weiblichen Geschlechtes: Von J. B. Goßmann. Nach dessen Tode herausgegeben von J. Nolenius. Georg Josef Manz, Regensburg 1859 (276 S.).